# Gasteruption pedemontanum
Gasteruption pedemontanum är en stekelart som först beskrevs av Tournier 1877.  Gasteruption pedemontanum ingår i släktet Gasteruption, och familjen bisteklar. Enligt den finländska rödlistan är arten sårbar i Finland. Arten är reproducerande i Sverige. Artens livsmiljö är hagmarker och lövängar.